# فيكتور كلوناريديس
فكتور كلوناريديس (باليونانية: Βίκτωρ Κλωναρίδης)‏ و (بالفرنسية: Viktor Klonaridis)‏ هو لاعب كرة قدم بلجيكي من أصل يوناني في مركز الجناح والمهاجم الثاني ولد في يوم 28 يوليو 1992 في مدينة سيراين في بلجيكا، يلعب حالياً مع نادي أيك أثينا في اليونان وسبق له اللعب مع نادي ليل في فرنسا ونادي موسكرون بيروفيلز في بلجيكا ونادي باناثينايكوس ونادي لانس، يبلغ طول اللاعب 178 سم.

## روابط خارجية
- فيكتور كلوناريديس على موقع الاتحاد الأوربي (الإنجليزية)
- فيكتور كلوناريديس على موقع قاعدة بيانات كرة القدم.إي يو (الإنجليزية)
- فيكتور كلوناريديس على موقع Soccerway.com (الإنجليزية)
- فيكتور كلوناريديس على موقع AS.com (الإسبانية)